# Сєвєроморськ-3 (аеродром)
Сєвєромо́рськ-3 — військовий аеродром в Мурманській області, розташований 28 км східніше від міста Мурманськ. На аеродромі базуються 279-й та 100-й окремі корабельні винищувальні авіаполки 45-ї армії ВПС і ППО Північного флоту РФ.

## Історія
Спочатку невеликий аеродром розташовувався в селищі Чалмпушка, поблизу міста Мурманськ. Після закінчення німецько-радянської війни він був закритий. Коли постало питання підготовки майданчиків для базування стратегічних ракетоносців, для нового аеродрому «Ваєнга-3», було обрано нове місце, на якому раніше розташовувався запасний польовий аеродром. У 1951 році майбутній аеродром був перейменований на Сєвєроморськ-3. З 1952 року на аеродромі базувався 987-й морський ракетоносний авіаційний полк (розформований наприкінці 1993 року). На озброєнні полку стояли літаки Ту-16, переважно модифікації Ту-16К10-26Б.

### 279-й окремий корабельний винищувальний авіаполк
279-й окремий корабельний винищувальний авіаційний полк імені Бориса Сафонова був сформований 15 вересня 1973 на аеродромі Саки в Криму, а в 1976 передислокований на аеродром "Сєвероморськ-3".
З 1976 дислокується на аеродромі "Сєвероморськ-3", а в 1990 дооснащується штурмовиками Су-25 і перейменовується у 279-й окремий корабельний штурмовий авіаційний полк. 
У 1992 році на озброєнні цього полку були: 41 Су-25, в тому числі 4 Су-25УБ і 5 Су-25УТГ, а також 27 Як-38 і 1 Як-38У. У 2019 на озброєнні полку також були палубні винищувачі Су-33. Літаки обох типів брали участь у далеких походах важкого авіанесучого крейсера «Адмірал флоту Радянського Союзу Кузнєцов».
Є єдиним полком у складі морської авіації ВМФ Росії, на озброєнні якого знаходяться палубні літаки Су-25УТГ, МіГ-29К та Су-33.

### 100-й окремий корабельний винищувальний авіаполк
На початку 1986 на аеродромі Саки було сформовано 100-й корабельний винищувальний авіаційний полк на літаках Су-27, МіГ-29 та Су-25. Завданнями полку була підготовка льотно-технічного складу для літаків Су-27 і МіГ-29. Першим командиром полку став підполковник Тимур Апакідзе. Для навчання льотчиків-винищувачів техніці пілотування та бойовому застосуванню, зважаючи на відсутність спарок Су-27 та МіГ-29, на озброєння полку надійшли навчально-бойові літаки L-39 «Альбатрос». З них була сформована навчальна ескадрилья, що базувалась на аеродромі «Очаків». 
Експлуатація зовсім нової і експериментальної техніки не обійшлася без авіаційних інцидентів і катастроф. Під час навчань сталось три катастрофи з кількома жертвами. Через високу аварійність командира полку полковника Апакідзе в 1989 було знято з посади та призначено начальником повітряно-вогневої та тактичної підготовки в інший підрозділ.
У 1990—1991 льотчики полку брали участь у Державних випробуваннях крейсеру «Адмірал Кузнєцов» та палубних літаків-винищувачів Су-27к (Су-33) та МіГ-29К.
Навесні 1992 полк склав присягу на вірність Україні та був перейменований в 100-й морський винищувальний авіаційний полк (МВАП), підпорядкований Державному Авіаційному Науково-дослідному Центру України. Водночас близько 100 офіцерів полку, включаючи 16 льотчиків, залишилися на службі у ЗС РФ і перевелися для проходження служби у 279-й полк Північного флоту РФ. Полк деякий час побув у складі 5-ї повітряної армії ВПС України, а у 1993 знову увійшов до складу Морської авіації ВМС України. У 1996 100-й МВАП було передано назад до складу 5-ї армії і того ж року 100-й винищувальний авіаційний полк ВПС України було розформовано. 
У 2015 році в Краснодарському краї на авіабазі «Єйськ» було заново сформовано 100-й окремий корабельний винищувальний авіаційний полк. На озброєння полк отримав 24 літаки МІГ-29КР/КУБР (типи «9-41Р» и «9-47Р»). 2016 року полк був перебазований на аеродром «Североморськ-3».